# Unção de Deus
Unção de Deus é uma banda brasileira de música cristã contemporânea, surgida em em São João de Meriti, no Rio de Janeiro, em 2003.[carece de fontes?]

## História
O grupo surgiu em 2003, na igreja Unção de Deus, liderada pelo pastor Valdeci Dias. Em 2005, gravaram o primeiro álbum, intitulado Para Chamar Tua Atenção, e produzido por Ronald Fonseca. O disco foi indicado em duas categorias no Troféu Talento em 2006, com destaque para a música "Fala Deus", indicada à Música do ano.
Em 2007, gravaram o trabalho Separados, que foi distribuído pela Graça Music e trazia composições dos integrantes do Trazendo a Arca.
Em 2010, gravaram o álbum Estou Pronto, produzido por Jamba e Ronald Fonseca. Deste trabalho, destacou-se a canção "Eu Nunca me Esqueci de Você".[carece de fontes?]
Em 2011, o grupo foi indicado como melhor Ministério de Louvor no Troféu Promessas.[carece de fontes?]
Em 2014, o ministério assina contrato com a MK Music, passando a integrar seu cast e lançando o cd Confia.

## Discografia
- 2005: Para Chamar Tua Atenção
- 2008: Separados
- 2010: Estou Pronto
- 2014: Confia